# Dzwonnica Giotta

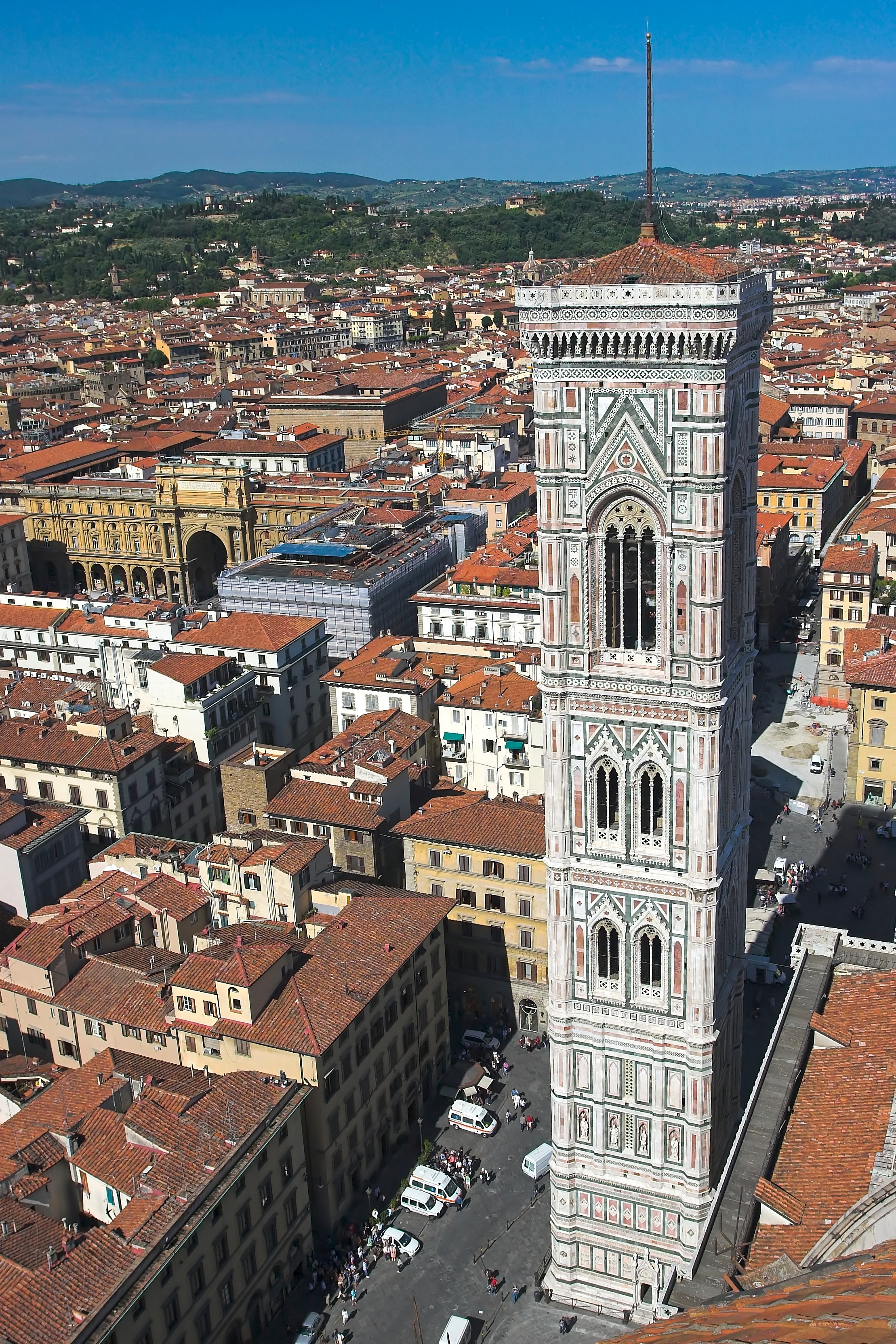
Dzwonnica Giotta

Dzwonnica Giotta – kampanila stojąca przy katedrze Santa Maria del Fiore we Florencji.
Została zaprojektowana przez Giotta na planie kwadratu o boku długości 16 m z graniastymi wzmocnieniami w narożnikach. Rozpoczętą przez Giotto w 1334 budowę kontynuował po jego śmierci w 1337 Andrea Pisano. Po nim od 1348 do 1359 budową kierował Francisco Talenti, który kampanilę ukończył. On też zaprojektował okno na najwyższej kondygnacji. 
Cała budowla ma 84,75 m wysokości. Na taras widokowy prowadzi 414 schodów. Jej elewacje zostały obłożone kolorowymi płytami marmuru: białego z Carrary, zielonego z Prato i różowego z Monsummano Terme, Sieny i Stazzemy.
z Maremmy w pobliżu Sieny (obecnie częściowo zastąpionego wapieniem), ułożonego w geometryczny wzór. Dolny pas płyt ozdobiony jest sześciokątami, w których przedstawiono sceny Stworzenia i pracy ludzkiej. Wyższy pas zdobią romby z płaskorzeźbami autorstwa Andrea Pisano oraz Luca della Robbia i jego uczniów przedstawiającymi 7 Planet (od Jowisza w narożniku od strony północnej), Cnoty, Sztuki i rzemiosła (m.in. astronomię, budownictwo, medycynę, tkactwo) i 7 Sakramentów. Nad nimi, w niszach, znajduje się 16 posągów przedstawiających proroków izraelskich, Sybillę i św. Jana Chrzciciela. Obecnie w niszach znajdują się kopie rzeźb, oryginały umieszczono w muzeum - Museo dell’Opera del Duomo.

## Dzwony
W dzwonnicy Giotta znajduje się 7 dzwonów:
- Campanone ("największy dzwon"): 1705, średnica 2 m, wysokość 2,1 m, 5300 kg, odlany przez A. Bruscoli e C. Cenni
- La Misericordia ("dzwon miłosierdzia"): 1670, średnica 1,52 m, 1817 kg, odlany przez G. Santoni
- Apostolica: 1957, średnica 1,25 m, 1200 kg, odlany przez P. Barigozzi
- Annunziata: 1956, średnica 1,15 m, 856,5 kg, odlany przez P. Barigozzi
- Mater Dei ("dzwon Matki Boskiej"), 1956, średnica 95 cm, 481,3 kg, odlany przez P. Barigozzi
- L'Assunta, 1956, średnica 85 cm, 339,6 kg, odlany przez P. Barigozzi
- L'Immacolata, 1956, średnica 75 cm, 237,8 kg, odlany przez P. Barigozzi